# Горобіївка (Бориспільський район)
Горобії́вка — село в Україні, у Бориспільському районі Київської області. Населення становить 402 осіб. Входить до складу Бориспільської міської громади. Розташоване за 12 кілометрів на північному сході від Борисполя.

## Історія села
На мапі 1868 року було позначено хутір Горобіївка.
1911 року на хуторі проживали 58 осіб (28 чоловічої та 29 жіночої статі.

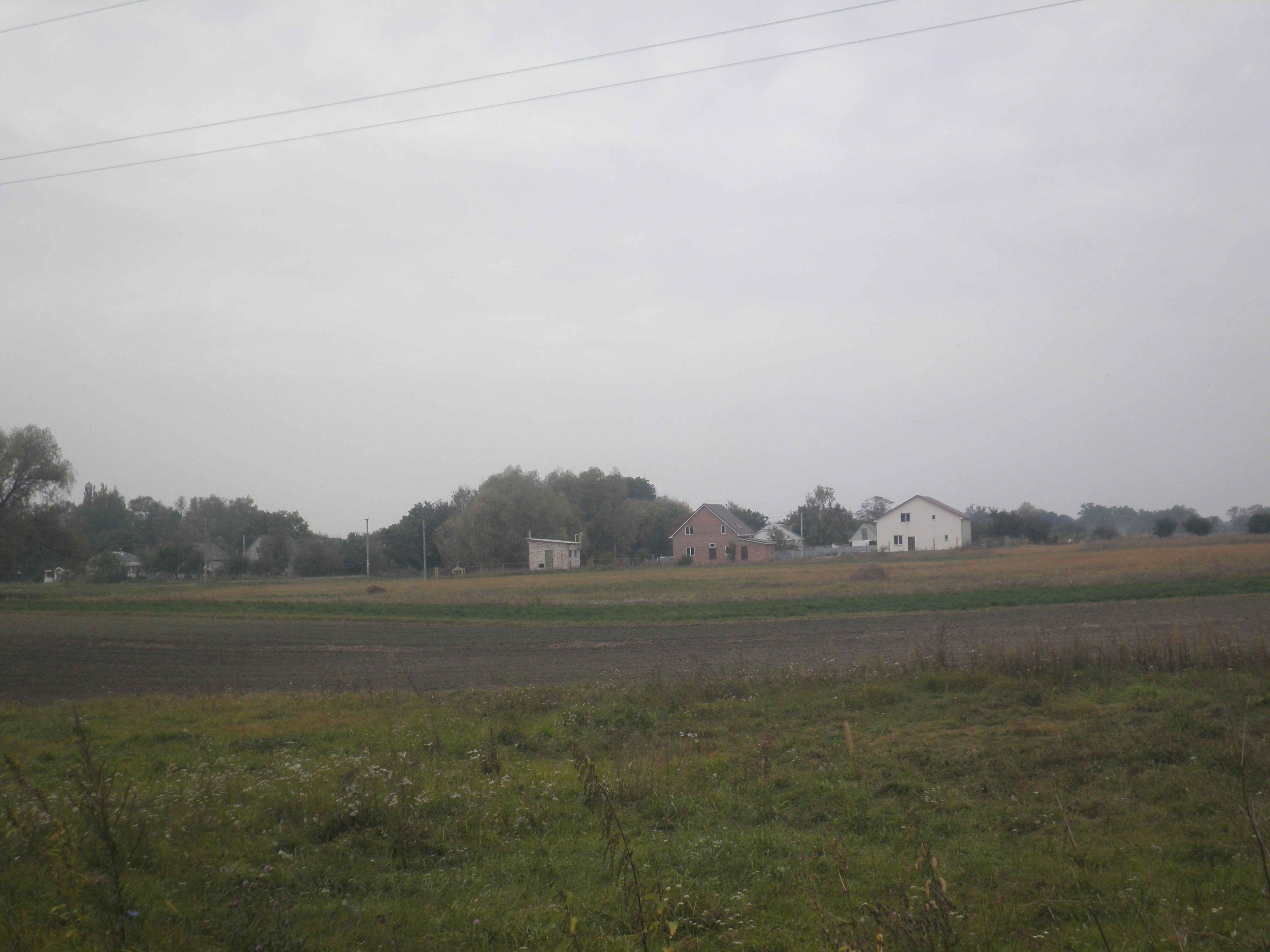
Вид на село Горобіївка

Власне село виникло на початку 20х років XX століття внаслідок об'єднання хуторів (Баталіна, Верби, Зайцева, Клименка, Левченкового Гаю, Шнурків). З 1926 року Горобіївка (разом з Тельбівкою) значилась як хутір, центр сільської ради. Населення, разом з усіма підпорядкованими хуторами, становило 651 чоловік.
Назва села, можливо, пішла від горобиної ночі (і це дало назву урочищу — Горобине), звідси — назва хутора, а згодом і села.
1935 року під час колективізації, у селі було створено колгосп імені X партз'їзду.
Німецько-радянська війна принесла у село дворічну німецьку окупацію, з 23 вересня 1941 року до 23 вересня 1943 року.
Звільнення Бориспільського району почалося у вересні 1943 року, у цей час тут діяли дві армії (38-а — під командуванням Никандра Чибісова, 40-а — під командуванням Кирила Москаленка). 23 вересня в село увійшла частина 240-ї стрілецької дивізії під командуванням полковника Уманського Терентія Хомича.
У 50-х роках у Горобіївці працював колгосп імені Маленкова. У 1994 році в Горобіївці налічувалося 174 двори та 401 житель.

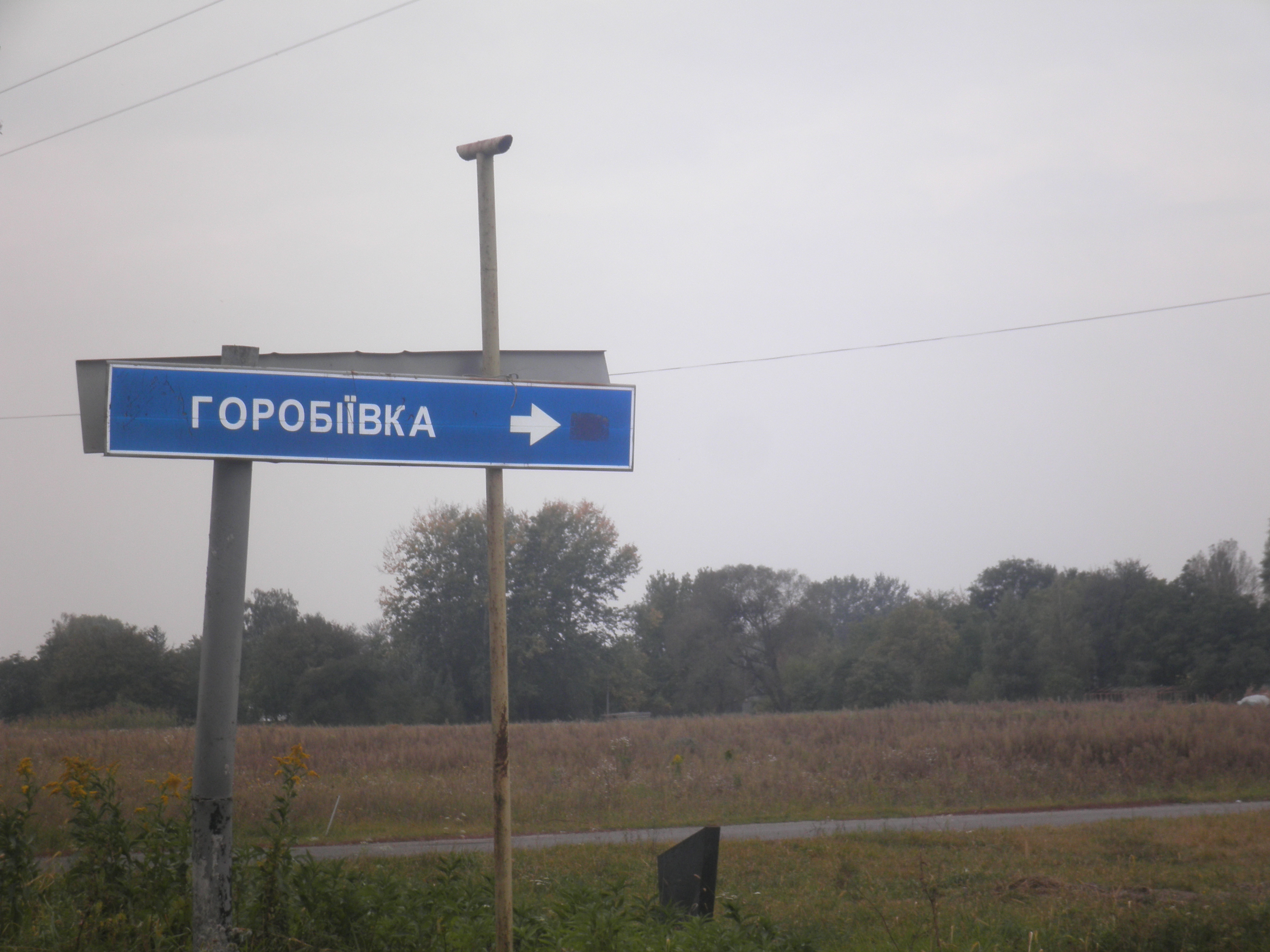
село Горобіївка

Колишній орган місцевого самоуправління — Сеньківська сільська рада.

## Населення

### Мова
Розподіл населення за рідною мовою за даними перепису 2001 року:
| Мова       | Кількість | Відсоток |
| ---------- | --------- | -------- |
| українська | 394       | 98.01%   |
| російська  | 8         | 1.99%    |
| Усього     | 402       | 100%     |